# Hollandse herder
De Hollandse herder is een Nederlands hondenras, dat al in de 19e eeuw op honderden landschapsschilderijen, gravures en prentbriefkaarten te zien was. Net als de Belgische herder en de Duitse herder stamt hij af van Europese "bastaard"-herdershonden, die in die tijd veel voorkwamen en onderling gekruist werden. In algemene zin kan men stellen dat deze drie rassen van eenzelfde oorsprong stammen. De Hollandse herder lijkt nog het meest op de oorspronkelijke vorm.

## Geschiedenis
In vroegere eeuwen had men op het platteland bij de boeren en herders een veelzijdige hond nodig, die weinig eisen stelde en aangepast was aan het harde bestaan van die tijd. Naast het hoeden van schapen werd deze hond ook gebruikt op de boerderijen. Ze bewaakten de kippen, de ganzen, de was op de bleek en de kleine kinderen. Ze hielpen met het verweiden of op stal zetten van de koeien. Ook het voorttrekken van bijvoorbeeld een hondenkar voor het wegbrengen van onder andere melk behoorde tot zijn taken. Deze achtergrond verklaart de oorsprong van de karaktereigenschappen van de Hollandse herdershond, die tot de dag van vandaag vrijwel hetzelfde zijn gebleven.
Door de ontginning van de heide in Nederland (vanaf ongeveer 1920) verdwenen veel schaapskudden. Hierdoor werd de Hollandse herder overbodig als schapenhoeder en rond 1930 was de langharige variëteit vrijwel verdwenen. Om het ras in stand te houden werd naar alle variëteiten gezocht die nog op het platteland aanwezig waren. Het stamboek is pas gesloten op 1 februari 1971.

## Rasbeschrijving
De Hollandse herder behoort tot de hoedende herdershonden. De hond loopt naast de schapen (hoeden) en niet erachter (drijven), zodat de schapen in alle rust kunnen grazen. Hij is in staat om de kudde op een door de baas aangewezen plek te houden door grenzen te zoeken en daarlangs heen en weer te lopen.
Het is een middelgrote, middelzware, goed gespierde hond van krachtige, evenredige bouw; met intelligente uitdrukking en levendig temperament. De reuen worden 57-62 centimeter en wegen ongeveer 28 kilogram. De teven worden 55-60 centimeter hoog en wegen ongeveer 23 kilogram. De levensverwachting is gemiddeld 12 jaar.
De Hollandse herder staat op de lijst van zeldzame huisdierrassen. Het bestand in Nederland bestaat in 2009 uit ongeveer 1500 kortharen, 600 langharen en 400 ruwharen. De belangstelling in het buitenland voor de "Hollander" neemt toe.

## Karakter
De karaktereigenschappen van de Hollandse herder zijn: zeer trouw en betrouwbaar, steeds oplettend, waakzaam, met doorzettingsvermogen, intelligent, bereid te gehoorzamen.
De Hollandse herder heeft een sterk gevoel voor leiding en rangorde. Hij heeft duidelijke leiding nodig, leert snel en kan daardoor vrij snel tekenen van verveling vertonen. De Hollandse herder is geschikt voor vele takken van hondensport, bijvoorbeeld gedrag & gehoorzaamheid, behendigheid, flyball en speuren. Hij wordt ook gebruikt als politiehond, reddingshond, drugshond, explosievenhond en blindengeleidehond.

## Uiterlijk
In 1875 werd de eerste officiële rasbeschrijving van de Hollandse herder gegeven. De oorspronkelijke rasstandaard dateert van 12 juni 1898, toen de Nederlandse Herdershonden Club werd opgericht. Toen waren er nog zes haarvariëteiten: korthaar, middellanghaar, staand langhaar, liggend langhaar, stekelhaar en ruwhaar. In 1906 werd dat aantal teruggebracht naar de huidige drie variëteiten:
- Korthaar
- Langhaar
- Ruwhaar

De kleuren zijn zilver en goudgestroomd, van bijna wit, licht beige tot donker goud. Zilver is dus in feite "lichtgoud" en pups binnen één nest kunnen dan ook zilver of goudgestroomd zijn. Echt zilvergestroomd (wit met zwart) bestaat niet omdat te veel wit als fout wordt gezien. Alleen een kleine witte plek op borst of voeten is toegestaan.